# Охотское (Сахалинская область)
Охо́тское — село в Корсаковском городском округе Сахалинской области России, в 38 км от районного центра.

## География
Село находится на восточном, охотоморском берегу южной части острова Сахалин по обеим сторонам Красноармейской протоки, ведущей из озера Тунайча в Охотское море. В селе есть озеро Щукинское.

## Достопримечательность

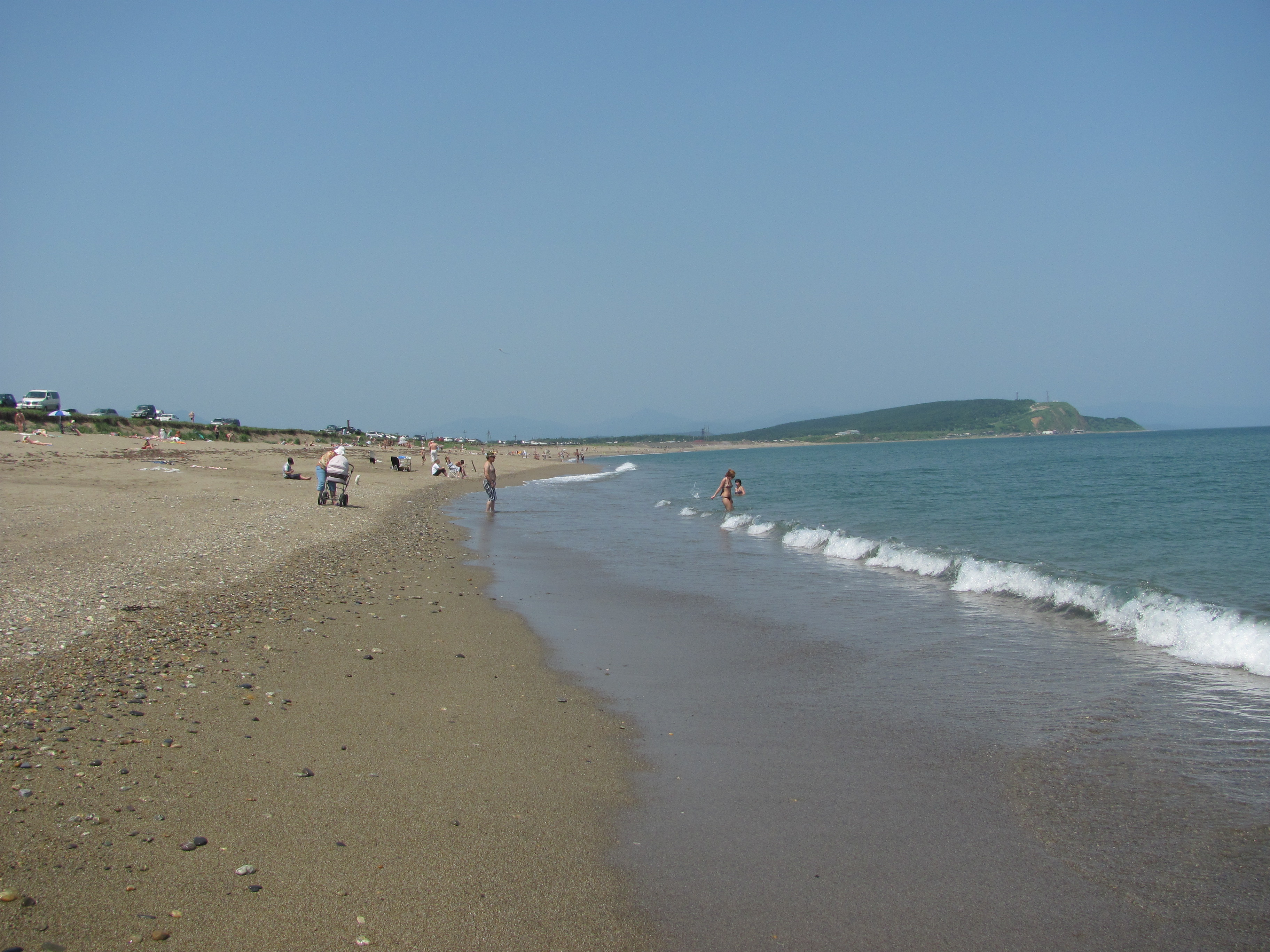
Пляж на побережье Охотского моря

Пляж на охотоморском побережье является местом отдыха жителей Южно-Сахалинска.

## История
Возникло в окрестностях айнского первопоселения под названием Тунайча.
В 1905 году поселение завоевано войсками Японской империи вкупе со всем Южным Сахалином.
Основано японцами под названием Томунай или Тоннай (яп. 富内). Название происходит от айнского названия этой местности — тоннайча (ср. Тунайча). К 1929 году в посёлке насчитывалось около 700 домов. Было единственным крупным поселением к югу от Сакаэхамы (Стародубское) на побережье Охотского моря ввиду его труднопроходимости.
За исключением морского сообщения, был соединён с Одомари (Корсаков) 52-х километровым шоссе. К 1937 году к деревне была проведена линия железной дороги, однако через некоторое время после прокладки прямой автомобильной дороги в Тоёхару (Южно-Сахалинск) она была закрыта.
После передачи Южного Сахалина СССР село 15 октября 1947 года получило современное название — по своему положению на побережье Охотского моря.

## Население
| 1925 | 1935  | 2002 | 2010 | 2013 | 2021 |
| ---- | ----- | ---- | ---- | ---- | ---- |
| 3091 | ↘1378 | ↘444 | ↘389 | ↘378 | ↘311 |

## Климат
| Климат Охотского.      | Янв   | Фев   | Мар   | Апр   | Май  | Июн  | Июл  | Авг  | Сен  | Окт  | Ноя   | Дек   | Год   |
| Абсолютный максимум,°С | 3,7   | 5,3   | 11,8  | 21,0  | 26,3 | 28,6 | 30,2 | 33,3 | 30,0 | 21,3 | 17,7  | 5,2   | 33,3  |
| Средний максимум,°С    | −10,6 | −9,9  | −1,4  | 5,7   | 12,1 | 16,8 | 20,6 | 22,0 | 16,9 | 10,1 | 0,7   | −5,1  | 6,5   |
| Средний минимум,°С     | −20,2 | −20,0 | −15,4 | −4,6  | −0,1 | 2,8  | 10,2 | 17,0 | 11,9 | 0,2  | −8,6  | −17,5 | −3,7  |
| Абсолютный минимум,°С  | −37,3 | −37,1 | −33,8 | −22,6 | −7,1 | −3,1 | 1,2  | 0,4  | −6,7 | −9,7 | −27,8 | −34,6 | −37,3 |